# Phytoplasma

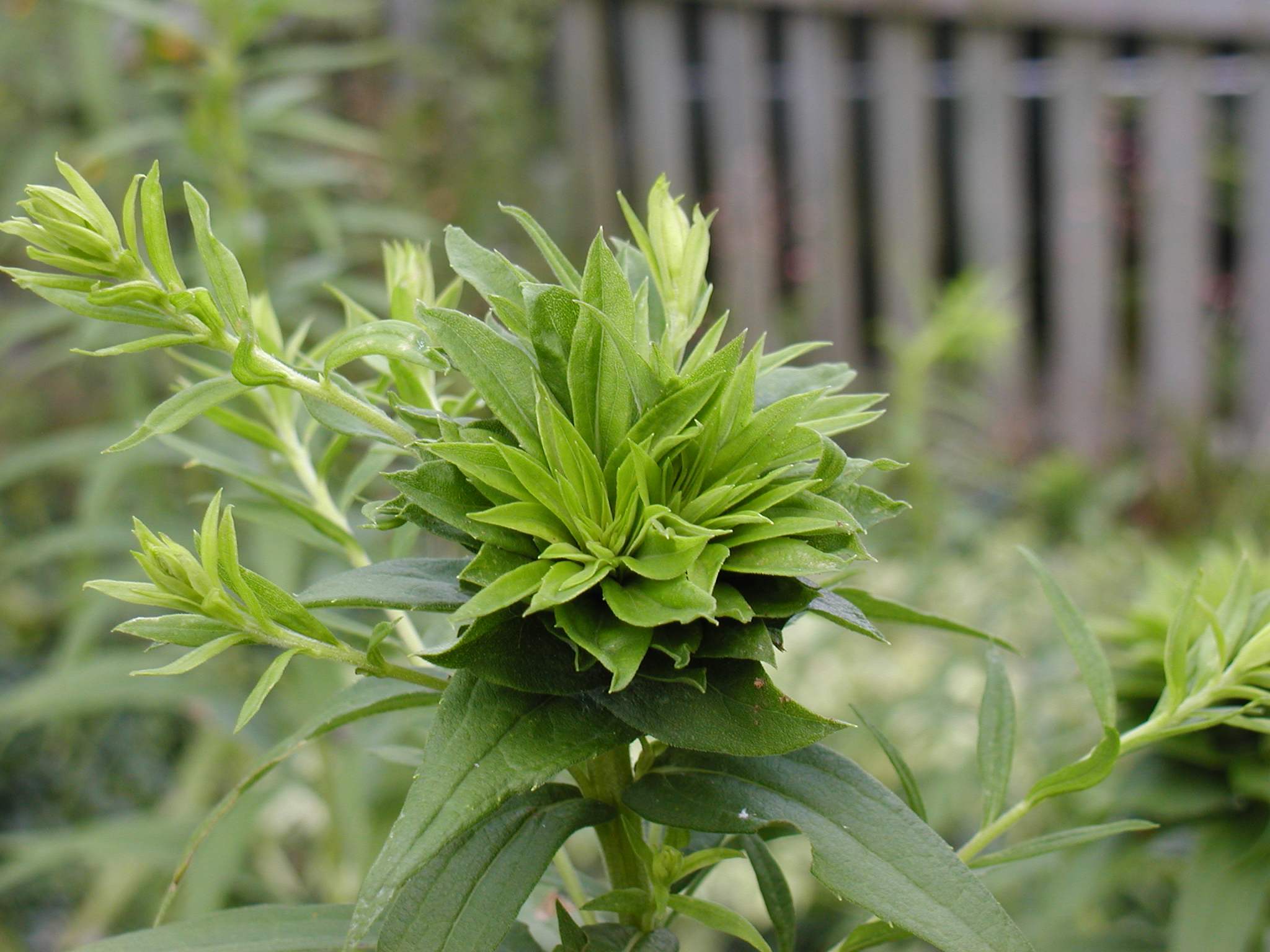
Filódios num espécime de Solidago sp.

Phytoplasma (por vezes fitoplasma) é a designação dada a um grupo de bactérias da classe Mollicutes, desprovidas de parede celular, razão pela qual apresentam elevada pleiomorfia, não assumindo qualquer forma específica. São endoparasitas obrigatórios que se multiplicam exclusivamente nos tecidos condutores de floema, afectanda uma grande variedade de plantas, dependendo de insectos vectores para a sua propagação. Em literatura mais antiga são por vezes referidas por MLO (do inglês: Mycoplasma Like Organism; "organismo semelhante a micoplasma"), pois quando foram descobertas, na década de 1960, foram inicialmente consideradas como parte do grupo dos micoplasmas dada a sua semelhança morfológica quando observadas em microscopia electrónica.